# Furcula pulvigera
Furcula pulvigera är en fjärilsart som beskrevs av Otto Staudinger 1901. Furcula pulvigera ingår i släktet Furcula och familjen tandspinnare. Inga underarter finns listade i Catalogue of Life.